# Paralympiskt rekord
Ett paralympiskt rekord är det bästa resultatet som någonsin uppnåtts i en gren under paralympiska spelen.

## Erkända sportrekord
Internationella paralympiska kommittén erkänner paralympiska rekord i ett antal utvalda idrottsgrenar:
 Bågskytte, se "Lista över paralympiska rekord i bågskytte"
 Friidrott, se "Lista över paralympiska rekord i friidrott"
 Cykelsport, se "Lista över paralympiska rekord i cykelsport"
 Simning, se "Lista över paralympiska rekord i simning"
 Tyngdlyftning, se "Lista över paralympiska rekord i tyngdlyftning"